# Franciszek Muczyński
Franciszek Muczyński (Męczyński) herbu Kotwicz – sędzia ziemski grodzieński w latach 1792–1794, miecznik grodzieński w latach 1783–1799, komisarz Komisji Porządkowej Cywilno-Wojskowej województwa trockiego powiatu grodzieńskiego w 1790 roku.